# Lamorlaye
 Lamorlaye  es una población y comuna francesa, en la región de Picardía, departamento de Oise, en el distrito de Senlis y cantón de Chantilly.

## Demografía
| 2599 | 3757 | 5077 | 6681 | 7709 | 8101 |
| Para los censos de 1962 a 1999 la población legal corresponde a la población sin duplicidades (Fuente: INSEE [Consultar]) |      |      |      |      |      |